# ويليام ستانلي (مخترع)
كان ويليام فورد روبنسون ستانلي (2 فبراير 1829 - 14 أغسطس 1909) مخترعًا بريطانيًا حصل على 78 براءة اختراع مسجلة في المملكة المتحدة والولايات المتحدة الأمريكية. كان مهندسًا قام بتصميم وصنع أدوات رسم وأدوات رياضية دقيقة، بالإضافة إلى أدوات مسح وتلسكوبات، صنعتها شركة «وليام فورد ستانلي وشركائه» الخاصة به.
كان ستانلي مهندسًا معماريًا ماهرًا قام بتصميم وتأسيس أول مدرسة تجارية في المملكة المتحدة، مدرسة ستانلي الفنية للتجارة (الآن أكاديمية هاريس جنوب نوروود)، بالإضافة إلى تصميم قاعات ستانلي في جنوب نوروود. صمم ستانلي وبنى منزليه. بالإضافة إلى ذلك، كان فاعل خير معروف، فقد تبرع بأكثر من 80 ألف جنيه إسترليني لمشاريع التعليم الخاصة به خلال آخر 15 عامًا من حياته. عندما توفي، ذهبت معظم ممتلكاته، التي قُدرت قيمتها بـ 59000 جنيه إسترليني، للمدارس التجارية وطلاب في جنوب لندن، واستُخدم أحد منازله كمنزل للأطفال بعد وفاته، وفقًا لوصيته.
كان ستانلي عضوًا في العديد من الهيئات والجمعيات المهنية (بما في ذلك الجمعية الملكية للفنون والجمعية الفلكية الملكية (التي انتُخب عضوًًا فيها في 17 مايو 1876) والجمعية الفلكية الملكية (التي انتُخب عضوًًا فيها في 9 فبراير 189444) والجمعية الفلكية البريطانية (التي انتُخب عضوًًا فيها في 31 أكتوبر 1900). إلى جانب هذه الأنشطة، كان رسامًا وموسيقيًا ومصورًا، ومؤلفًا لمجموعة متنوعة من المنشورات، بما في ذلك مسرحيات وكتب أطفال ومقالات سياسية.

## حياته الشخصية

### بداية حياته
وُلِد ويليام ستانلي يوم الاثنين 2 فبراير 1829 في إيسلينجتون، لندن، في عائلة من تسعة أطفال لجون ستانلي (ميكانيكي وباني) وزوجته سيلينا هيكمان، وهو سليل مباشر لتوماس ستانلي، مؤلف كتاب تاريخ الفلسفة في القرن السابع عشر. تم تعميده يوم الأربعاء 4 مارس 1829 في كنيسة القديسة ماري، إيسلينجتون. في سن العاشرة، بدأ ستانلي بارتياد مدرسة نهارية يديرها السيد بيل حتى بلغ 12 عامًا. من سن 12 حتى بلغ 14 عامًا، دفع خاله ويليام فورد هيكمان تكاليف تعليمه في مدرسة مختلفة. على الرغم من محدودية تعليمه الرسمي، علم ستانلي نفسه الرياضيات والميكانيكا وعلم الفلك والموسيقى واللغة الفرنسية والجيولوجيا والكيمياء والهندسة المعمارية واللاهوت. حضر دروسًا في الرسم الفني في معهد لندن للميكانيكا (الذي يُسمى الآن كلية بيركبيك)، حيث التحق عام 1843، وحضر دروسًا في الهندسة وفراسة الدماغ.
أثناء إقامته في بونتنجفورد بين عامي 1849 و1854، أسس ستانلي مجتمعًا أدبيًا مع كيميائي محلي. فرضوا رسوم اشتراك قدرها خمسة شلنات في السنة. أنفقت هذه الأموال على جمع الكتب لتشكيل مكتبة نمت إلى 300 مجلد. حضر الجمعية العديد من المتحدثين الضيوف، وفي إحدى المرات جاء اللورد ليتون، مؤلف كتاب «الأيام الأخيرة من بومبي»، ليخاطب الجمعية في بومبي. نظرًا لكونه «مهتمًا بشدة» بالهندسة المعمارية، فقد قدم تصميمًا لمسابقة في مجلة The Builder، لكنه لم يفز.

### بدء العمل
بدأ ستانلي العمل في عام 1843، عندما أصر والده على أن يترك المدرسة في سن الرابعة عشرة ويساعده في تجارته. عمل ستانلي في أعمال البناء التي لم ينجح فيها والده، وأصبح ماهرًا في العمل بالمعادن والخشب. لاحقًا، حصل على وظيفة كسباك ومقاول تصريف ونجار في لندن. في عام 1849، انضم إلى والده في أعمال هندسية في وايت تشابل، حيث عمل كمحسِّن لصانع نماذج واخترع دعائم العجلات الفولاذية. حثه والده عن الحصول على براءة اختراع لهذا الاختراع. خلال الخمس سنوات التالية، عمل مع عمه السيد وارن، الذي كان عامل بناء في بونتنجفورد.
في عام 1854، وقع ستانلي في حب فتاة في بونتينجفورد تدعى بيسي ساتون، لكن عائلتها رفضت السماح لهما بالزواج. في 2 فبراير 1857 (يوم ميلاد ستانلي الثامن والعشرين)، تزوج إليزا آن سافوري. كانا يعيشان «فوق المحل»، حيث لم يستطيعوا استئجار سوى أربع غرف في نفس الشارع الذي يقع فيه متجره. بعد خمس سنوات، انتقل الزوجان إلى كنتيش تاون، ثم انتقلا بعد ذلك إلى جنوب نوروود في منتصف ستينات القرن التاسع عشر. قام الزوجان بتبني ابنة أخت ستانلي إليزا آن وطفل آخر يُدعى مود مارتن بعد أن غرق والده وشقيقه في البحر.

## تأسيس شركته الخاصة
تأسست الشركة الخاصة بتصنيع أدوات الرياضيات والرسم على يد ستانلي، بعدما تلقى ملاحظة من والده في عام 1854 حول كلفة ورداءة أدوات الرسم الإنجليزية مقارنة بتلك المستوردة من فرنسا وسويسرا. وبتأجيره متجرًا وصالونًا في 3 Great Turnstile في هولبورن، وبرأس مال قدره 100 جنيه إسترليني، بدأ العمل في صناعة أدوات الرياضيات والرسم. ابتكر ستانلي مسطره حرف تي جديدة ما أسهم في تحسين المستوى القياسي وانتشاره. انضم إليه ابن عمه، هنري روبنسون، برأس مال قدره 150 جنيهًا إسترلينيًا، لكنه توفي عام 1859. بعد سرقة دفتر الشيكات الخاص به في الأيام الأولى في شركته، توقف ستانلي عن استخدام اسم روبنسون وغير توقيعه.
أنتج ستانلي «ستيروسكوب بانوبتيك» في عام 1855، والذي حقق نجاحًا ماليًا. تم بيع المجسمات بسعر خمسة شلنات لكل منها. اكتشف ستانلي طريقة أبسط لتصنيعها ما سمح له ببيعها بسعر شلن واحد. كان قادرًا على شراء متجر إضافي في شارع غريت تيرنستايل رقم 3-4 وشارع هاي هولبورن رقم 286، ووظف مساعد ماهر. لم يحصل على براءة اختراع للبانوبتيك، وبالتالي نُسخ تصميمه سريعًا في جميع أنحاء العالم، ولكنه باع ما يكفي لتوفير رأس المال المطلوب لتصنيع الأدوات العلمية. في عام 1861، اخترع آلة تقسيم الخط المستقيم وفاز بها بالجائزة الأولى في المعرض الدولي لعام 1862 في لندن. أصدر ستانلي أول كتالوج لمنتجاته في عام 1864. وبحلول الإصدار الخامس، عمل ستانلي لصالح العديد من العملاء المهمين مثل الإدارات الحكومية والجيش والبحرية الملكية وشركات السكك الحديدية داخل وخارج البلاد وجامعة لندن. ابتداءً من عام 1865، عمل على تحسين جودة واستقرار أدوات المسح، وخاصة جهاز المزواة الذي بسّط بنيته. كان لديه تلسكوب دوار لقياس الزوايا الأفقية والرأسية ورصد الأشياء المميزة على بعد مسافة بعيدة. تم تقليل عدد الأجزاء إلى أقل من نصف العدد الأصلي في النسخة السابقة (226 جزء)، ما جعلها أخف وزنًا وأرخص وأكثر دقة.